# Communauté de communes du Yeun Elez
Die Communauté de communes du Yeun Elez ist ein ehemaliger französischer Gemeindeverband mit der Rechtsform einer Communauté de communes im Département Finistère in der Region Bretagne. Der Gemeindeverband wurde am 17. Dezember 1993 gegründet und bestand aus acht Gemeinden. Der Verwaltungssitz befand sich im Ort Loqueffret.

## Historische Entwicklung
Mit Wirkung vom 1. Januar 2017 fusionierte der Gemeindeverband mit der Communauté de communes des Monts d’Arrée und bildete so die Nachfolgeorganisation Monts d’Arrée Communauté.

## Ehemalige Mitgliedsgemeinden
1. Botmeur
2. Brasparts
3. Brennilis
4. La Feuillée
5. Lopérec
6. Loqueffret
7. Plouyé
8. Saint-Rivoal